# Campostoma
A Campostoma  a csontos halak (Osteichthyes) főosztályának sugarasúszójú halak (Actinopterygii)  osztályába, a pontyalakúak (Cypriniformes) rendjébe, a pontyfélék (Cyprinidae) családjába és az Leuciscinae alcsaládjába tartozó nem.

## Rendszerezés
A nemet Louis Agassiz írta le 1855-ben,  az alábbi 4 vagy 6 faj tartozik ide.
- Campostoma anomalum (Rafinesque, 1820)[1][2]
- Campostoma pullum (Agassiz, 1854)[1]
- Campostoma ornatum (Girard, 1856)[1][2]
- Campostoma oligolepis (Hubbs & Green, 1935)[1][2]
- Campostoma pauciradii (Burr & Cashner, 1983)[1][2]
- Campostoma spadiceum (Girard, 1856)[1]

## Előfordulásuk
Észak-Amerika területén honosak.